# مالكوها ذات الوجه الأحمر
مالكوها ذات الوجه الأحمر (Phaenicophaeus pyrrhocephalus) هي عضو في رتبة الوقواق من الطيور، رتبة الوقواقيات. هذا النوع من مالكوها هو مستوطن في سريلانكا.

## الوصف

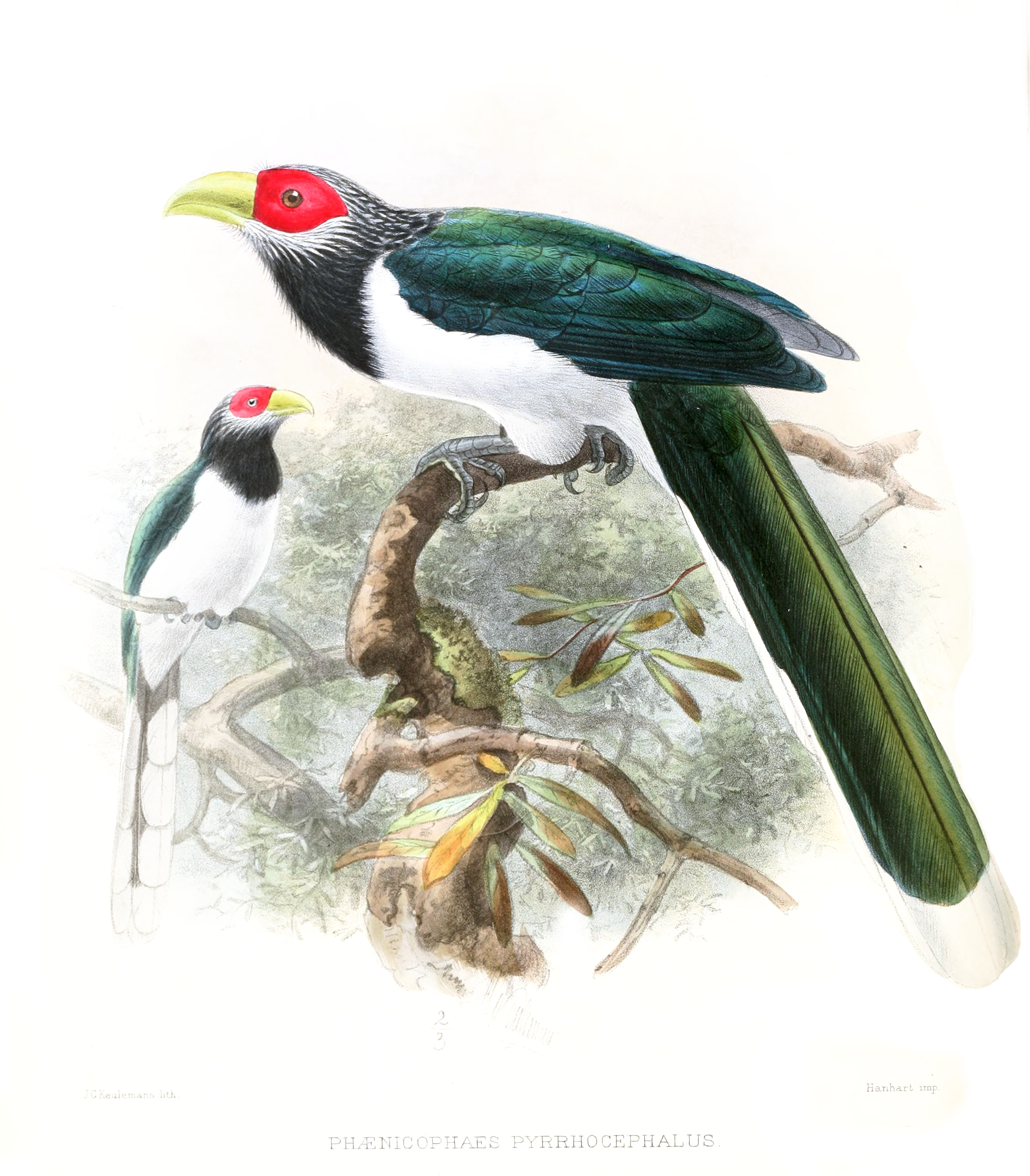
لوحة ملونة من كتاب "تاريخ طيور سيلان"، المجلد الأول، للفنان جون جيرارد كيولمان John Gerrard Keulemans, 1878

هذا النوع كبير الحجم يبلغ طوله 46 سم مع ذيل طويل متدرج. ظهره أخضر داكن، والذيل العلوي أخضر بحواف بيضاء. البطن وأسفل الذيل أبيضان، مع أشرطة سوداء على الأخير. التاج والحلق أسودان، والوجه السفلي أبيض. هناك رقعة حمراء كبيرة حول العين والمنقار أخضر. يوجد تباين جنسي حيث تكون قزحية عين الذكور بنية داكنة والإناث بقزحية بيضاء كريمية. الصغار لديهم ريش أكثر بهتاناً.
تتناول مالكوها حمراء الوجه مجموعة متنوعة من الحشرات بما في ذلك اليرقات، وحشرات العصا العملاقة، والسرعوف، والفقاريات الصغيرة مثل السحالي. قد تأكل أحياناً التوت ولكن هذا يحتاج إلى تأكيد.
على عكس معظم طيور الوقواق، فإن هذا النوع هادئ، ويصدر فقط بعض الهمهمات الناعمة.

## التوزيع
هو مستوطن في سريلانكا، على الرغم من أن بعض السجلات القديمة أشارت بشكل خاطئ إلى وجوده في جنوب الهند. وفقاً لبaker (1934)، وُجد في "جنوب ترافانكور، حيث حصل عليه ستيوارت مع أعشاشه". لاحقاً، أفاد بيدولف بوجود مالكوها حمراء الوجه في منطقة مادوراي، جنوب تاميل نادو. فيلو هوفمان أشار لاحقاً إلى أن هذا السجل لن يصمد أمام لجنة السجلات الحديثة، ومن الأفضل الآن تجاهله.

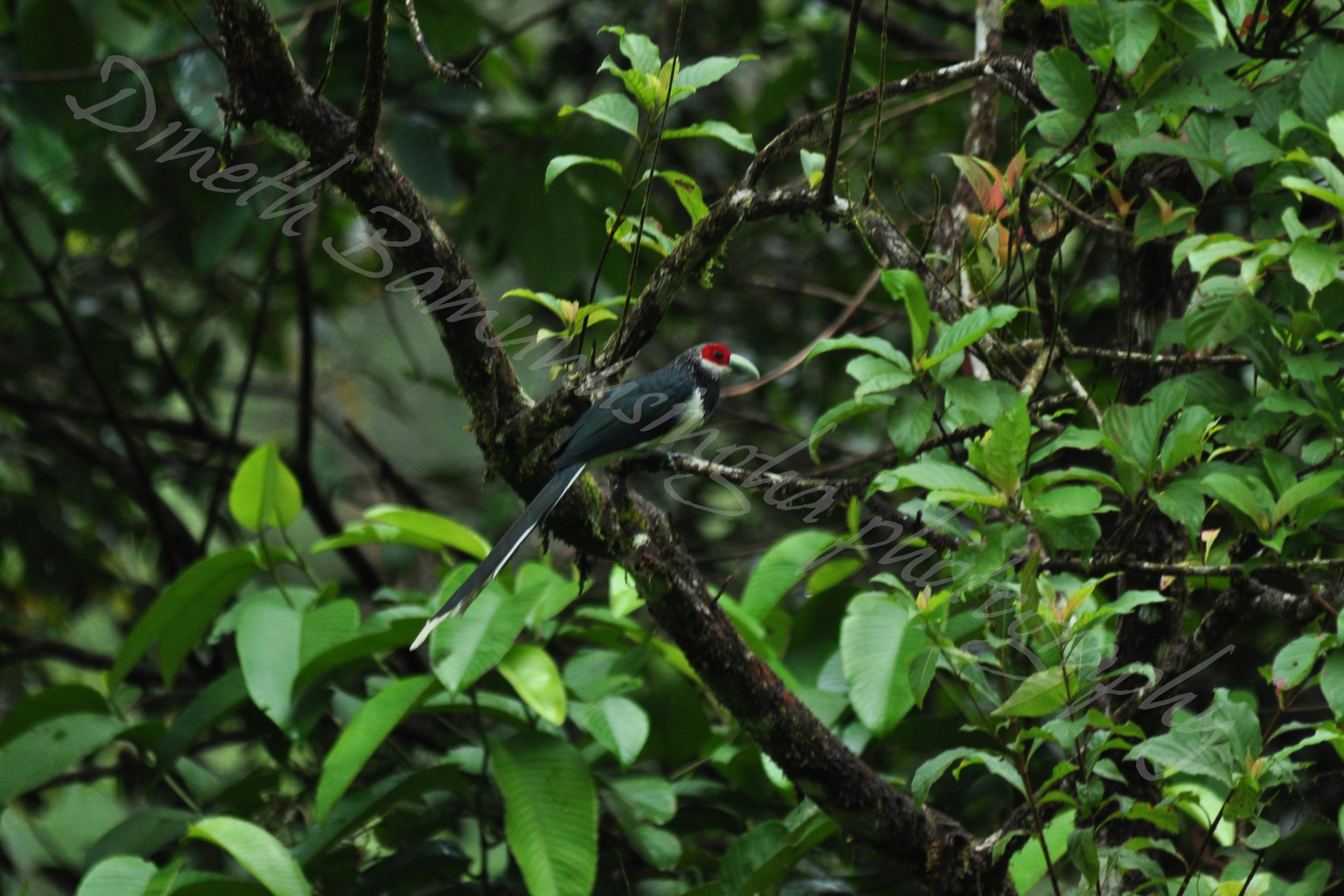
موقع مالكوها حمراء الوجه - [https://en.wikipedia.org/w/index.php?title=Sinharaja Forest Reserve&diffonly=true Sinharaja Rain Forest

وجود مالكوها حمراء الوجه في الجزيرة يقتصر بشكل كبير على محمية غابة سينهاراجا والنباتات المحيطة بها، وهي واحدة من نقاط التنوع البيولوجي الساخنة في العالم.

## الموطن
تعيش مالكوها حمراء الوجه في الغابات الكثيفة، حيث يصعب رؤيتها رغم حجمها ولونها. تفضل غابات المنطقة الرطبة المنخفضة، الغابات شبه الجبلية، الغابات الجبلية والغابات النهرية في بعض الغابات في المنطقة الجافة في سريلانكا. يمكن رؤيتها في معظم بقع الغابات المطيرة الكبيرة في المنطقة الرطبة وفي المنطقة الجافة في حديقة يالا الوطنية، حديقة لاهوغالا الوطنية، حديقة واسجاموا الوطنية وحديقة أوداوالاوي الوطنية.

## بيولوجيا التكاثر
تبني أعشاشاً على شكل كوب عميق في أوراق شجر مخفية جيداً على مستوى تحت الغطاء النباتي، عادةً على ارتفاع بين 5-12 متر. تحتوي الحضنة النموذجية على 2-3 بيضات. يشارك كل من الذكور والإناث في عملية بناء العش.

## السلوك
توجد في ما يقرب من نصف سرب التغذية المختلط في منطقة سينهاراجا. معظم الأفراد من مالكوها حمراء الوجه التي تشارك في أسراب الطيور المختلطة الأنواع تميل إلى التواجد في مقدمة السرب. هناك احتمال كبير لرؤية هذا الطائر المتخفي في السرب إذا راقبت النصف الأمامي من السرب.

## في الثقافة
الاسم الشائع لهذا النوع مالكوها هو الاسم المحلي للطائر في اللغة السنهالية. "مال-كوها" تعني "وقواق الزهور". تظهر مالكوها حمراء الوجه في طابع بريدي سريلانكي فئة 5 روبية.

## الروابط الخارجية
- صفحة حقائق النوع في بيردلايف.
- صور من نادي الطيور الشرقي.
- طائر غير معروف كثيراً.